# 楊銘諾
楊銘諾（英語：Yeung Ming Nok，1995年12月22日—），香港男子羽毛球運動員。畢業於福建中學，現為香港城市大學經濟及金融學系學生，並為城大男子羽毛球隊隊長。

## 簡歷
2017年，從未接受過正式羽毛球訓練的楊銘諾參加香港體育學院的選拔，最後通過遴選成為全職運動員，並入選香港羽毛球代表隊出戰亞運男子團體賽事。
2018年10月，楊銘諾出戰新加坡羽毛球國際系列賽，與吳芷柔合作贏得混合雙打比賽冠軍。

## 主要比賽成績
只列出曾進入準決賽的國際賽事成績：
| 年份   | 賽事                     | 公開賽級別 | 項目     | 搭檔   | 成績   |
| ------ | ------------------------ | ---------- | -------- | ------ | ------ |
| 2018年 | 新加坡羽毛球國際系列賽   | 國際系列賽 | 混合雙打 | 吳芷柔 | 冠軍   |
| 2018年 | 印度羽毛球國際挑戰賽     | 國際挑戰賽 | 混合雙打 | 楊雅婷 | 準決賽 |
| 2019年 | 亞洲羽毛球混合團體錦標賽 | 其他       | 混合團體 | －     | 季軍   |
| 2022年 | 斯洛伐克羽毛球公開賽     | 未來系列賽 | 混合雙打 | 楊霈霖 | 冠軍   |
| 2022年 | 葡萄牙羽毛球國際賽       | 國際系列賽 | 男子雙打 | 何煒麟 | 準決賽 |
| 2022年 | 葡萄牙羽毛球國際賽       | 國際系列賽 | 混合雙打 | 楊霈霖 | 準決賽 |
| 2022年 | 波蘭羽毛球公開賽         | 國際挑戰賽 | 混合雙打 | 楊霈霖 | 準決賽 |
| 2022年 | 荷蘭羽毛球國際賽         | 國際系列賽 | 混合雙打 | 楊霈霖 | 準決賽 |

| 2007-2017年 | 首要超級賽 | 超級賽 | 黃金大獎賽 | 大獎賽 | 國際挑戰賽 | 國際系列賽 | 未來系列賽 | 其他 |

| 2018-2026年 | 總決賽 | 超級1000賽 | 超級750賽 | 超級500賽 | 超級300賽 | 超級100賽 | 國際挑戰賽 | 國際系列賽 | 未來系列賽 | 其他 |

### 奧運會和世錦賽參賽紀錄
|          | 搭檔   | 2019 | 2020 | 2021 |
| -------- | ------ | ---- | ---- | ---- |
| 男子雙打 | 張德正 | 48強 | －   | 48強 |
|          |        |      |      |      |
| 混合雙打 | 吳芷柔 | －   | －   | 16強 |